# Callistethus ebenus
Callistethus ebenus är en skalbaggsart som beskrevs av Hermann Burmeister 1855. Callistethus ebenus ingår i släktet Callistethus och familjen Rutelidae. Inga underarter finns listade.